# Maltesische Frauen-Handballnationalmannschaft
Die maltesische Frauen-Handballnationalmannschaft vertritt Malta bei internationalen Turnieren im Frauenhandball. Die letzte Zusammenkunft war im Jahre 2012. Sie wird von der Malta Handball Federation unterhalten.

## Platzierungen bei Meisterschaften

### Weltmeisterschaften
keine Teilnahme 

### Europameisterschaften
keine Teilnahme 

### Olympische Turniere
keine Teilnahme 

### EHF Challenge Trophy
- 2008: Platz 8 von 8
- 2010: Platz 8 von 8
- 2012: Platz 8 von 8

## Spielerinnen
Folgende 29 Spielerinnen absolvierten mindestens ein Länderspiel für Malta:
| Spielerin             | Sp. | T. | T./Sp. |
| --------------------- | --- | -- | ------ |
| Marylyn Agius         | 12  | 0  | 0      |
| Louise Aquilina       | 4   | 0  | 0      |
| Yvonne Barry          | 8   | 11 | 1.38   |
| Daniela Bezzina       | 3   | 1  | 0.33   |
| Rebecca Bonello       | 9   | 3  | 0.33   |
| Brenda Camilleri      | 8   | 15 | 1.88   |
| Kimberley Camilleri   | 4   | 15 | 3.75   |
| Roanna Camilleri      | 4   | 0  | 0      |
| Stephanie Camilleri   | 5   | 0  | 0      |
| Daniela Cumbo         | 5   | 2  | 0.4    |
| Roslyn Debattista     | 5   | 1  | 0.2    |
| Stephanie Desjardins  | 8   | 10 | 1.25   |
| Celaine Ellul         | 7   | 8  | 1.14   |
| Francesca Farrugia    | 12  | 10 | 0.83   |
| Maxlene Farrugia      | 5   | 12 | 2.4    |
| Mathilde Friggieri    | 9   | 3  | 0.33   |
| Kristina Gatt         | 4   | 1  | 0.25   |
| Antonella Grech       | 3   | 0  | 0      |
| Christine Grech       | 4   | 0  | 0      |
| Nadia Haber           | 3   | 3  | 1      |
| Louise Micallef       | 8   | 2  | 0.25   |
| Marie Claire Polidano | 4   | 0  | 0      |
| Julia Sammut          | 4   | 1  | 0.25   |
| Sarah Scicluna        | 7   | 7  | 1      |
| Tamsyn Sciortino      | 3   | 2  | 0.67   |
| Dorianne Tabone       | 12  | 0  | 0      |
| Bernardette Vassallo  | 8   | 11 | 1.38   |
| Christine Xuereb      | 4   | 1  | 0.25   |
| Emma Xuereb           | 4   | 1  | 0.25   |

## Liste der Trainer
| Name            | Amtszeit     | Spiele | Siege | Remis | Niederl. | Anmerkungen                   |
| --------------- | ------------ | ------ | ----- | ----- | -------- | ----------------------------- |
| Orlando Bonnici | 2008–2010    | 8      | 0     | 0     | 8        | Challenge Trophy: 2008 & 2010 |
| Joseph Tanti    | 2012         | 4      | 0     | 0     | 4        | Challenge Trophy: 2012        |
|                 | Gesamtbilanz | 12     | 0     | 0     | 12       |                               |

Stand : 24. Oktober 2021